# Segelfluggelände Rheinstetten

i7
i11
i13
Das Segelfluggelände Rheinstetten ist ein Segelfluggelände in Rheinstetten, 5 km südwestlich von Karlsruhe in Baden-Württemberg. Es wurde, nach der Stilllegung des benachbarten Flugplatzes Karlsruhe-Forchheim, im Jahr 2004 eröffnet.

## Ausstattung und Betrieb
Das Segelfluggelände ist mit einer 1030 m und 30 m breiten langen Start- und Landebahn aus Gras (Richtung 02/20) ausgestattet. Es besitzt eine Betriebsgenehmigung für Segelflugzeuge, Motorsegler, Luftsportgeräte und Schleppflugzeuge mit erhöhtem Lärmschutz (maximale Gesamtabflugmasse: 2000 kg). Die Landung von Tragschraubern ist nicht erlaubt. Als Startarten sind Eigenstart, Windenstart und Flugzeugschleppstart zugelassen. Starts und Landungen von Motorisierten Luftfahrzeugen bedürfen der vorherigen Zustimmung der Luftsportgemeinschaft Rheinstetten e. V. (PPR).
Am Segelfluggelände sind drei Luftsportvereine ansässig: Flugsportverein 1910 Karlsruhe e. V., Akaflieg Karlsruhe e. V. und Luftsportverein Albgau e. V. Alle Vereine sind zur Luftsportgemeinschaft Rheinstetten e. V. zusammengeschlossen, die als Betreiber des Geländes fungiert.